# Носте
Носте (груз. ნოსტე) — село в Грузии, на территории Каспского муниципалитета края (мхаре) Шида-Картли.

## География
Село находится в центральной части Грузии, на расстоянии приблизительно 8 километров (по прямой) к юго-юго-западу от города Каспи, административного центра муниципалитета. Абсолютная высота — 931 метр над уровнем моря.

## Население
По результатам официальной переписи населения 2014 года, в Носте проживало 254 человека (133 мужчины и 121 женщина). В национальной структуре населения грузины составляли 94,1 %, осетины — 5,5 %, абхазы — 0,4 %.
| Год  | Население, человек |
| ---- | ------------------ |
| 2002 | 350                |
| 2014 | ↘ 254              |